# Qualifications de la zone Amériques pour la Coupe du monde de rugby à XV 2003
Navigation
Qualifications Coupe du monde 1999 Qualifications Coupe du monde 2007
Les qualifications de la zone Amériques pour la Coupe du monde de rugby à XV 2003 se déroulent du 6 octobre 2001 au 8 octobre 2002 et opposent dix-sept équipes sur quatre tours. Les deux premiers du tour final sont qualifiés pour la Coupe du monde, tandis que le troisième joue un barrage contre le vainqueur de l’affrontement entre le quatrième de la Zone Europe et le deuxième de la Zone Afrique. Le Canada et l'Uruguay obtiennent les deux places qualificatives directes et les États-Unis sont qualifiés pour le tour de repêchage.

## Liste des équipes participantes
Bahamas,  Barbade,  Bermudes,  Brésil,  Canada,  Îles Caïmans,  Chili,  Colombie,  États-Unis,  Guyana,  Jamaïque,  Paraguay,  Pérou,  Sainte-Lucie,  Trinité-et-Tobago,  Uruguay,  Venezuela

## Tour 1

### Tour 1 (Nord)
La vainqueur du Tour 1 de la partie Nord est désigné via des matchs à élimination directe. Le vainqueur de la finale est qualifié pour le Tour 2. Les participants sont les Bahamas, la Barbade, les Bermudes, les îles Cayman, le Guyana, la Jamaique, Sainte-Lucie et Trinidad et Tobago. Cette dernière est qualifiée pour le deuxième tour.
|  | Quarts de finale                     | Quarts de finale                     |                   |    | Demi-finales                         | Demi-finales                         |  |  | Finale                               | Finale                               |
|  | Quarts de finale                     | Quarts de finale                     |                   |    | Demi-finales                         | Demi-finales                         |  |  | Finale                               | Finale                               |
|  |                                      |                                      |                   |    |                                      |                                      |  |  |                                      |                                      |
|  | le 20 novembre 2001 aux îles Caïmans | le 20 novembre 2001 aux îles Caïmans |                   |    | le 22 novembre 2001 aux îles Caïmans | le 22 novembre 2001 aux îles Caïmans |  |  | le 24 novembre 2001 aux îles Caïmans | le 24 novembre 2001 aux îles Caïmans |
|  | le 20 novembre 2001 aux îles Caïmans | le 20 novembre 2001 aux îles Caïmans |                   |    | le 22 novembre 2001 aux îles Caïmans | le 22 novembre 2001 aux îles Caïmans |  |  | le 24 novembre 2001 aux îles Caïmans | le 24 novembre 2001 aux îles Caïmans |
|  | Bermudes                             | 0                                    |                   |    | le 22 novembre 2001 aux îles Caïmans | le 22 novembre 2001 aux îles Caïmans |  |  | le 24 novembre 2001 aux îles Caïmans | le 24 novembre 2001 aux îles Caïmans |
|  | Bermudes                             | 0                                    |                   |    | le 22 novembre 2001 aux îles Caïmans | le 22 novembre 2001 aux îles Caïmans |  |  | le 24 novembre 2001 aux îles Caïmans | le 24 novembre 2001 aux îles Caïmans |
|  | Sainte-Lucie                         | Forfait                              |                   |    | le 22 novembre 2001 aux îles Caïmans | le 22 novembre 2001 aux îles Caïmans |  |  | le 24 novembre 2001 aux îles Caïmans | le 24 novembre 2001 aux îles Caïmans |
|  | Sainte-Lucie                         | Forfait                              | Bermudes          | 18 |                                      |                                      |  |  | le 24 novembre 2001 aux îles Caïmans | le 24 novembre 2001 aux îles Caïmans |
|  | le 20 novembre 2001 aux îles Caïmans |                                      | Bermudes          | 18 |                                      |                                      |  |  | le 24 novembre 2001 aux îles Caïmans | le 24 novembre 2001 aux îles Caïmans |
|  |                                      | Barbade                              | 5                 |    |                                      |                                      |  |  | le 24 novembre 2001 aux îles Caïmans | le 24 novembre 2001 aux îles Caïmans |
|  | Barbade                              | Barbade                              | 5                 | 25 |                                      |                                      |  |  | le 24 novembre 2001 aux îles Caïmans | le 24 novembre 2001 aux îles Caïmans |
|  | Barbade                              |                                      |                   | 25 |                                      |                                      |  |  | le 24 novembre 2001 aux îles Caïmans | le 24 novembre 2001 aux îles Caïmans |
|  | Bahamas                              | 18                                   |                   |    |                                      |                                      |  |  | le 24 novembre 2001 aux îles Caïmans | le 24 novembre 2001 aux îles Caïmans |
|  | Bahamas                              | 18                                   | Trinité-et-Tobago | 23 |                                      |                                      |  |  |                                      |                                      |
|  | le 20 novembre 2001 aux îles Caïmans |                                      | Trinité-et-Tobago | 23 |                                      |                                      |  |  |                                      |                                      |
|  |                                      | Bermudes                             | 12                |    |                                      |                                      |  |  |                                      |                                      |
|  | Îles Caïmans                         | Bermudes                             | 12                | 32 |                                      |                                      |  |  |                                      |                                      |
|  | Îles Caïmans                         | le 22 novembre 2001 aux îles Caïmans |                   | 32 |                                      |                                      |  |  |                                      |                                      |
|  | Guyana                               | 13                                   |                   |    |                                      |                                      |  |  |                                      |                                      |
|  | Guyana                               | 13                                   | Trinité-et-Tobago | 12 |                                      |                                      |  |  |                                      |                                      |
|  | le 20 novembre 2001 aux îles Caïmans |                                      | Trinité-et-Tobago | 12 |                                      |                                      |  |  |                                      |                                      |
|  |                                      | Îles Caïmans                         | 8                 |    |                                      |                                      |  |  |                                      |                                      |
|  | Trinité-et-Tobago                    | Îles Caïmans                         | 8                 | 51 |                                      |                                      |  |  |                                      |                                      |
|  | Trinité-et-Tobago                    |                                      |                   | 51 |                                      |                                      |  |  |                                      |                                      |
|  | Jamaïque                             | 5                                    |                   |    |                                      |                                      |  |  |                                      |                                      |
|  | Jamaïque                             | 5                                    |                   |    |                                      |                                      |  |  |                                      |                                      |

### Tour 1 (Sud)
Les participants aux qualifications du Tour 1 de la partie Sud sont le Brésil, la Colombie, le Pérou et le Venezuela. Les matchs de qualification se jouent en aller simple. Le meilleur au classement des trois rencontres, ici le Brésil, est qualifié pour le Tour 2.
| Rang | Pays      | J | V | N | D | Pm  | Pe  | Diff | Pts |
| ---- | --------- | - | - | - | - | --- | --- | ---- | --- |
| 1    | Brésil    | 3 | 3 | 0 | 0 | 112 | 24  | +88  | 9   |
| 2    | Venezuela | 3 | 2 | 0 | 1 | 104 | 33  | +71  | 7   |
| 3    | Pérou     | 3 | 1 | 0 | 2 | 59  | 107 | -48  | 5   |
| 4    | Colombie  | 3 | 0 | 0 | 3 | 22  | 133 | -111 | 3   |

- 06/10/2001 : Venezuela 55 - 0 Colombie
- 13/10/2001 : Venezuela 46 - 19 Pérou
- 27/10/2001 : Brésil 51 - 9 Pérou
- 11/11/2001 : Colombie 12 - 47 Brésil
- 17/11/2001 : Brésil 14 - 3 Venezuela
- 17/11/2001 : Pérou 31 - 10 Colombie

## Tour 2
Le Tour 2 permet de désigner le vainqueur du Tour 1. Il se déroule sur deux matchs aller-retour. Le meilleur sur l'ensemble des deux rencontres est désigné vainqueur du Tour 2 et accède au Tour 3. Le Brésil en remportant ses deux matchs s'est qualifié pour le Tour 3.
- 22/12/2001 Trinidad et Tobago 10 - 11 Brésil
- 26/01/2002 Brésil 9  - 0 Trinidad et Tobago

## Tour 3
Les participants aux qualifications du Tour 3 sont le Brésil (qualifié du Tour 2) ainsi que le Paraguay et le Chili. Les matchs de qualification se jouent en aller simple. Le meilleur au classement des deux rencontres, ici le Chili, est qualifié pour le Tour 4.
| Rang | Pays     | J | V | N | D | Pm  | Pe | Diff | Pts |
| ---- | -------- | - | - | - | - | --- | -- | ---- | --- |
| 1    | Chili    | 2 | 2 | 0 | 0 | 103 | 11 | +92  | 6   |
| 2    | Paraguay | 2 | 1 | 0 | 1 | 19  | 70 | -51  | 4   |
| 3    | Brésil   | 2 | 0 | 0 | 2 | 19  | 60 | -41  | 2   |

- 13/04/2002 : Brésil 6 - 46 Chili
- 20/04/2002 : Paraguay 14 - 13 Brésil
- 28/04/2002 : Chili 57 - 5 Paraguay

## Tour 4
Les participants aux qualifications du Tour 4 sont le Chili (qualifié du Tour 3) ainsi que le Canada, l'Uruguay et les États-Unis. Ce dernier tour permet de désigner les deux qualifiés ainsi que le barragiste. Il se déroule en matchs aller-retour. Le premier, ici le Canada, désigné Amérique 1, est qualifié pour la Coupe du monde. Le deuxième, ici l'Uruguay, désigné Amérique 2, est aussi qualifié pour la Coupe du monde. Le troisième, ici les États-Unis, désigné Amérique 3, est qualifié pour le tour de repêchage.
| Rang | Pays       | J | V | N | D | Pm  | Pe  | Diff | Pts |
| ---- | ---------- | - | - | - | - | --- | --- | ---- | --- |
| 1    | Canada     | 6 | 5 | 0 | 1 | 192 | 80  | +112 | 16  |
| 2    | Uruguay    | 6 | 3 | 0 | 3 | 115 | 144 | -29  | 12  |
| 3    | États-Unis | 6 | 2 | 0 | 4 | 107 | 139 | -32  | 10  |
| 4    | Chili      | 6 | 2 | 0 | 4 | 93  | 144 | -51  | 10  |

- 29/06/2002 : Canada 26 - 9 États-Unis
- 09/07/2002 : Uruguay 34 - 23 Chili
- 13/07/2002 : États-Unis 13 - 36 Canada
- 27/07/2002 : Chili 10 - 6 Uruguay
- 15/08/2002 : États-Unis 28 - 24 Uruguay
- 17/08/2002 : Canada 27 - 6 Chili
- 24/08/2002 : Uruguay 25 - 23 Canada
- 24/08/2002 : Chili 21 - 13 États-Unis
- 31/08/2002 : Uruguay 10 - 9 États-Unis
- 31/08/2002 : Chili 11 - 29 Canada
- 08/10/2002 : États-Unis 35 - 22 Chili
- 08/10/2002 : Canada 51 - 16 Uruguay